# Тшаскі (Ломжинський повіт)
Тшаскі (пол. Trzaski) — село в Польщі, у гміні Пшитули Ломжинського повіту Підляського воєводства.
Населення — 44 особи (2011).
У 1975-1998 роках село належало до Ломжинського воєводства.

## Демографія
Демографічна структура станом на 31 березня 2011 року:
|          | Загалом | Допрацездатний вік | Працездатний вік | Постпрацездатний вік |
| -------- | ------- | ------------------ | ---------------- | -------------------- |
| Чоловіки | 24      | 2                  | 21               | 1                    |
| Жінки    | 20      | 2                  | 13               | 5                    |
| Разом    | 44      | 4                  | 34               | 6                    |